# Leioproctus excubitor
Leioproctus excubitor là một loài Hymenoptera trong họ Colletidae. Loài này được Houston mô tả khoa học năm 1991.

## Hình ảnh

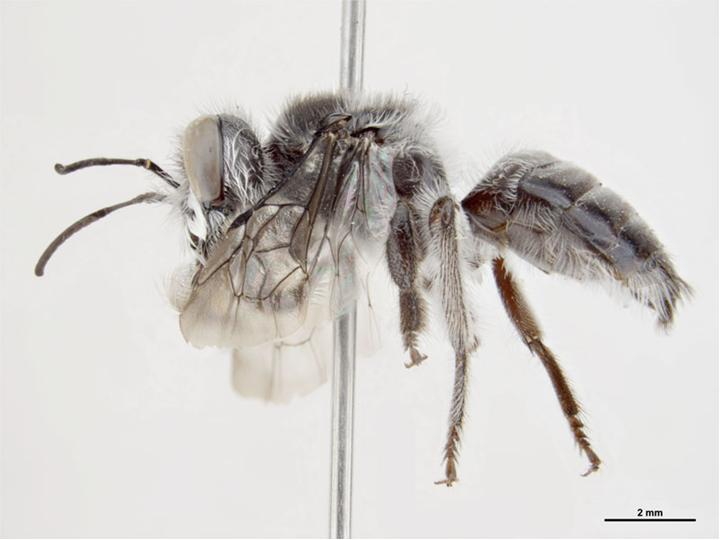